# Monument la mormântul comun al ostașilor și consătenilor căzuți în 1941-1945 (Enichioi)
Monumentul la mormântul comun al ostașilor și consătenilor căzuți în 1941-1945 este un monument amplasat în Enichioi, raionul Cantemir, Republica Moldova. Este un monument istoric de importanță națională inclus în Registrul monumentelor Republicii Moldova ocrotite de stat cu nr. 66 (raionul Cantemir).